# Daniel Löble
Daniel "Dani" Löble (Zürich, Suiza, 22 de febrero de 1973) es el baterista del grupo Helloween.

## Biografía
Desde 1991, Dani Löble tocó en varias bandas locales, pero no fue hasta 1994 que se incorporó a su primer grupo serio, Höllenhund, recomendado por Thilo Hermann.
Desde 1996 hasta el 99, Dani alternó sus estudios de música en la universidad ACM de Zürich con su por aquel entonces nuevo grupo, Glenmore, mucho más melódico que la anterior banda. 
Además, tocando aún en la misma banda, se incorporó en 1997 a otra, Element 58, un grupo de rock acústico, para así perfeccionar su batería antes de dar el gran salto.
Y el salto lo dio en 1999, cuando fue contratado como baterista de Rawhead Rexx, tocando en 2004 para Blaze Bayley, antiguo cantante de Iron Maiden.
Desde febrero de 2005 es el baterista del legendario grupo de power metal Helloween.
En una entrevista hecha para la página oficial de Helloween, cuando se le preguntó por su lugar en la banda en relación con sus dos predecesores, Ingo Schwichtenberg y Uli Kusch, él respondió: "Veo mi estilo como una simbiosis de Ingo y Uli. No tengo las facilidades de Ingo pero tampoco tan técnico como Uli, poseo mi propio estilo".
Es endorser de baterías Pearl y de platos Paiste.

## Discografía

### Con Rawhead Rexx
- Rebirth (2000)
- Rawhead Rexx (2002)
- Diary In Black (2004)

### Con Helloween
- Keeper Of The Seven Keys - The Legacy (2005)
- Keeper Of The Seven Keys - The Legacy World Tour 2005/2006 (2007)
- Gambling With The Devil (2007)
- 7 Sinners (2010)
- Straight Out of Hell (2013)
- My God-Given Right (2015)
- Helloween (2021)

## Giras con Helloween
- Live on 3 Continents (2006)
- Hellish Rock (2007/08). Invitados especiales: Axxis, Gamma Ray.
- HellishRock II (2013-2014) Invitados especiales: Shadowside, Gamma Ray.

- Datos: Q978631
- Multimedia: Daniel Löble / Q978631

- (2017) Pumpkins United gira mundial